# Electric Version
Electric Version är indierockbandet The New Pornographers andra studioinspelade album. Albumet släpptes första gången år 2003 och har sålts i mer än 10 000 exemplar världen över.

## Låtlista
1. "The Electric Version" (Carl Newman) - 2:53
2. "From Blown Speakers" (Carl Newman) - 2:49
3. "The Laws Have Changed" (Carl Newman) - 3:26
4. "The End of Medicine" (Carl Newman) - 2:37
5. "Loose Translation" (Carl Newman) - 2:59
6. "Chump Change" (Dan Bejar) - 4:18
7. "All for Swinging You Around" (Carl Newman) - 3:42
8. "The New Face of Zero and One" (Carl Newman) - 4:11
9. "Testament to Youth in Verse" (Dan Bejar) - 3:57
10. "It's Only Divine Right" (Carl Newman) - 4:11
11. "Ballad of a Comeback Kid" (Dan Bejar) - 3:51
12. "July Jones" (Carl Newman) - 4:18
13. "Miss Teen Wordpower" (Carl Newman) - 3:23